# Сан Мауро Маркезато
Сан Мауро Маркезато (итал. San Mauro Marchesato) је насеље у Италији у округу Кротоне, региону Калабрија.
Према процени из 2011. у насељу је живело 2192 становника. Насеље се налази на надморској висини од 272 м.

## Становништво
Према резултатима пописа становништва 2011. у општини је живело 2.192 становника.
| 1931. | 1936. | 1951. | 1961. | 1971. | 1981. | 1991. | 2001. | 2011. |
| ----- | ----- | ----- | ----- | ----- | ----- | ----- | ----- | ----- |
| 2.083 | 2.209 | 3.059 | 3.546 | 3.177 | 3.013 | 2.648 | 2.415 | 2.192 |